# Caballero villano

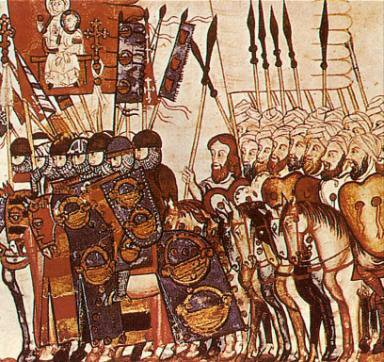
Miniatura della Reconquista.

Un caballero villano era un componente di una formazione militare medievale ispanica, caratteristica della Castiglia, sorta alla radice della concessione dei fuero. Il Fuero di Castrojeriz dell'anno 974 è stato il primo.

## Creazione
In cambio dei privilegi stabiliti nelle carte, i consigli avevano il dovere di "auxilium" o aiuto militare alla persona che li aveva concessi (principalmente il conte di Castiglia o il re di León). Questo aiuto militare, sotto forma di milizie del consiglio, era organizzato in due truppe: i peoni (a piedi) e i cavalieri villani. Gli abitanti del consiglio che potevano permettersi un cavallo facevano parte dei loro ranghi. A causa della loro importanza tattica (cavalleria di carica con lancia) e della loro posizione nelle terre ripopolate degli estremi, i caballero villani ottennero privilegi e vennero legalmente equiparati agli "infanzones", la bassa nobiltà (sebbene senza privilegi nobiliari).

## Battaglie

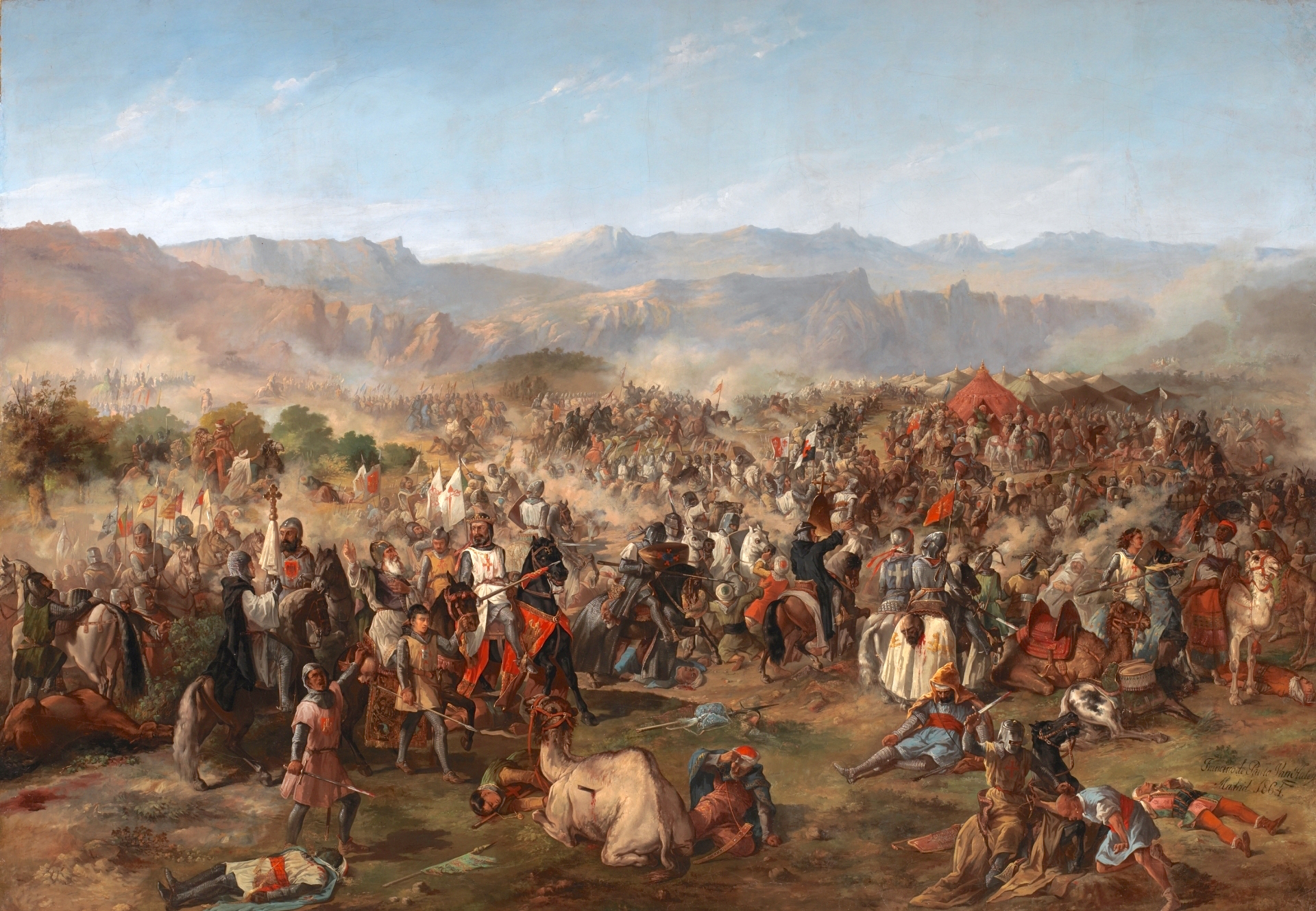
Battaglia delle Navas di Tolosa, di Vanno Halen, esposta nel palazzo del Senato (Madrid). Pittura ad olio.

I caballero villani svolsero prestazioni eccezionali nelle campagne decisive della Reconquista: le battaglie di Uclés (1108), Alarcos (1195), Las Navas de Tolosa (1212) e del Salado (1340).

## Privilegi
Il caballero villano apparteneva alla classe feudale, per il posto che occupava e la funzione che svolgeva ma non apparteneva alla nobiltà. Aveva certi privilegi, come l'esenzione dai tributi quando acquistava o ereditava, quello che lo differenziava dai borghesi e contadini. Si differenziavano dalla nobiltà perché riceveva terre in prestito, a differenza dei nobili, che le ottenevano in dono regale.